# Braunsia terminalis
Braunsia terminalis är en stekelart som först beskrevs av Brulle 1846.  Braunsia terminalis ingår i släktet Braunsia och familjen bracksteklar. Utöver nominatformen finns också underarten B. t. dallatorrei.